# Sally Wainwright
Sally Anne Wainwright OBE (1963) es una guionista, productora y directora de televisión inglesa conocida por sus dramas, a menudo ambientados en su West Yorkshire natal y protagonizados por vigorosos personajes femeninos, así como por la calidad de sus diálogos.
Wainwright comenzó su carrera como guionista en la serie radiofónica de larga duración The Archers y trabajó en las telenovelas Emmerdale y Coronation Street en la década de 1990. Su primera serie original, At Home with the Braithwaites, se emitió entre 2000 y 2003. En 2009 Wainwright alcanzó el éxito con Unforgiven, obra  con la que ganó el premio de la Royal Television Society. Entre sus siguientes trabajos se encuentran Scott &amp; Bailey (2011-2016), Last Tango in Halifax (2012-2020), Happy Valley (2014-2023) y Gentleman Jack (2019-2022). Last Tango in Halifax ganó el Premio de Televisión de la Academia Británica a la Mejor Serie Dramática en 2013 y Happy Valley obtuvo ese mismo galardón en 2015 y 2017.

## Biografía
Wainwright nació en 1963 en Huddersfield, West Yorkshire. Sus padres, Harry Wainwright y Dorothy Wainwright (de soltera Crowther)vivían en Sowerby Bridge, donde ella se crio. Asistió a la escuela primaria Triangle Church of England y a la  Sowerby Bridge High School.Estudió inglés y literatura relacionada en la Universidad de York.
Wainwright ha contado que siempre había querido escribir, y que lo había hecho desde los nueve años; que cuando cumplió 16, vio una obra titulada Bastard Angel del dramaturgo Barrie Keeffe en la Royal Shakespeare Company y quedó impresionada por sus frases cortas y el enfoque naturalista del diálogo.

## Trayectoria
Durante su estancia en la Universidad de York, Wainwright llevó la obra original Hanging On al Festival de Edimburgo donde conoció a la agente editorial Meg Davis.Mientras tanto, trabajaba como conductora de autobús.Con 24 años empezó a escribir para la serie The Archers de la BBC, lo que le permitió dejar el trabajo de conductora.De 1994 a 1999 escribió en la serie Coronation Street. Animada por su mentora Kay Mellor dejó de escribir telenovelas y se centró en la realización de obras originales. A partir de ahí creó la serie de televisión En casa con los Braithwaites sobre una mujer que había ganado la lotería en secreto, un programa que fue nominado a múltiples premios.En 2006, escribió la serie dramática Jane Hall que retrata la vida de una conductora de autobuses en Londres, con un guion basado en su propia experiencia.
En 2009 ganó el Writer of the Year Award que concede la RTS por Unforgiven, con varios galardones, entre ellos  el de mejor serie de televisión.
Wainwright considera que sus personajes femeninos sólidos pero imperfectos son "casi reales" para ella, y llegan "totalmente formados" a su imaginación. Le gusta controlar la producción televisiva y ha realizado algunas tareas de dirección y producción de sus propias obras; en parte para asegurarse que la escenografía y los diálogos reflejen la vida de Yorkshire.
En 2011 escribió Scott &amp; Bailey, una serie sobre dos mujeres policías. La idea de la serie surgió de las actrices Suranne Jones y Sally Lindsay y la ex inspectora detective Diane Taylor, que colaboró en su realización.
Wainwright basó trama de su serie El último tango en Halifax en la historia de su madre, Dorothy, que enviudó en 2001 y se trasladó a Oxfordshire para vivir con su hija. Allí redescubrió un amor perdido a través de Friends Reunited.Con la autorización de su madre (le mostraba extractos de la serie antes de su emisión), Wainwright desarrolló la historia de cómo Dorothy volvió a casarse rápidamente.
Cuando le contó la trama a Nicola Shindler, esta le sugirió que transformara la experiencia de su madre en una serie de televisión y Shindler se convirtió en su productora ejecutiva. Tanto El último tango en Halifax como su serie policial Scott & Bailey inicialmente fueron rechazadas por la BBC y la ITV para se aceptadas más tarde. La primera fue votada por BAFTA como la mejor serie de 2012 y Wainwright recibió el premio al mejor guion.
Happy Valley, filmada  en el valle superior de Upper Calder y Hebden Bridge, Yorkshire,está protagonizada por Sarah Lancashire, a quien Wainwright tenía en mente cuando escribió el papel. Con ella se estrenó como directora con el episodio 4 de la primera temporada.
En 2016, Wainwright fue nombrada miembro de la Royal Television Society.Ese mismo año escribió y dirigió un drama especial de dos horas para BBC One titulado To Walk Invisible. Su argumento está basado en la familia Brontë, en particular la relación de las tres hermanas, Anne, Emily y Charlotte, con su hermano, Branwell.
En 2019 escribió Gentleman Jack, un drama sobre la terrateniente, diarista y lesbiana abierta de Yorkshire del siglo XIX, Anne Lister;  interpretado por Suranne Jones y Sophie Rundle como Ann Walker, la pareja de Lister en la vida real. La obra se estrenó en BBC One y en el Reino Unido y en HBO en los EE. UU.
En 2024 se estrenó Renegade Nell, una obra sobre una salteadora de caminos protagonizada por mujeres, y comenzó el rodaje de su serie Riot Women sobre un grupo de mujeres que forman una banda punk para un concurso de talentos en Yorkshire.

## Reconocimientos
- 2003: Best Short Drama Banff Festival por The Wife of Bath's Tale.
- 2009: RTS Awards, Best Drama Serial por Unforgiven.
- 2011: RTS North West Awards, Best Writer por Scott & Bailey.
- 2013: Sky WFTV Awards, Technicolor Writing Award.
- 2013: BAFTA TV Craft Awards, Best Drama Writer.
- 2013: BAFTA TV Craft Awards, Best Drama Series por Last Tango in Halifax.
- 2014: Broadcast Awards, Best Drama Series por Happy Valley.
- 2014: British Screenwriters’ Awards, Best British TV Drama Writing por Happy Valley.
- 2014: Crime Thriller Awards, Best TV Series por Happy Valley.
- 2014: TV Choice Awards, Best New Drama por Happy Valley.
- 2015: Broadcasting Press Guild Awards, Best Drama Writer.
- 2015: BAFTA TV Craft Awards, Best Drama Writer.
- 2015: Edgar Allan Poe Awards, Best Television Episode for Happy Valley (episodio 1).
- 2015: WGGB Awards, Best Long Form TV Drama for Happy Valley.
- 2015: Edinburgh TV Awards, Best Programme of the year for Happy Valley.
- 2015: BAFTA Awards, Best Drama Series for Happy Valley.
- 2017: RTS Programme Awards, Best Drama Writer for Happy Valley.
- 2017: RTS Programme Awards, Judges' Award.
- 2017:BAFTA Awards, Best Drama Series por Happy Valley.[26]
- 2017: BAFTA TV Craft Awards, Best Drama Writer por Happy Valley.
- 2020: Royal Television Society Awards, Best Drama Series Winner for Gentleman Jack[27]
- 2020: Freedom of The Borough of Calderdale. [28]
- 2020: Oficial de la Orden del Imperio Británico (OBE) por sus servicios a la escritura y a la televisión.[29]